# Alejandra Rodríguez
Alejandra Marisa Rodríguez (La Plata, Argentina, 27 de novembre de 1963) es una advocada i periodista argentina,
L'abril de 2024 es va convertir en la primera dona de la seva edat en guanyar el concurs Miss Univers Buenos Aires, una distinció que la portarà a representar la provincia a la final de Miss Univers Argentina 2024.
Es formà com a periodista i es graduà el 1984 a l'Escola Superior de Periodisme de la Universitat de la Plata. Posteriorment, estudià Dret. Durant alguns anys formà part de la Cambra de Diputats de la Legislatura de la Província. S'especialitzà en Dret de Família a la Fiscalia de Brandsen. També treballà al Ministeri de Salut, i com a assesora legal a un hospital de la regió.